# Franz Mair (compositeur)
Franz Mair (né le 15 mars 1821 à Weikendorf – mort le 30 novembre 1893 à Vienne) est un chef de chœur et compositeur, fondateur du Wiener Schubertbund.

## Biographie
Franz Mair fit ses études au centre de formation à l'enseignement de Vienne. Il prit tout d'abord la direction du Wiener Männergesang-Verein, puis s'en sépara à la suite de violents désaccords en 1863 pour fonder un nouvel ensemble, le “Wiener Schubertbund”.
Franz Mair est enterré au cimetière central de Vienne.

## Œuvres

### Opéras
- Der Liebesring
- Klara von Wyssehrad

## Littérature
- Peter Erhart: Niederösterreichische Komponisten. Doblinger, Vienne, 1998  (ISBN 3-900695-41-5)